# Willa II di Borgogna
Willa di Borgogna (... – dopo il 936) è stata, in quanto moglie di Bosone d'Arles, contessa di Avignone e di Arles e poi, marchesa di Toscana.

## Origine
Figlia del re di Borgogna Rodolfo I e di Willa di Provenza, figlia del re di Provenza Bosone e della sua prima moglie di cui non si conoscono né generalità né ascendenti (l'esistenza di questa moglie è confermata dagli Annales Fuldenses, che affermano che il conte di Provenza, Bosone, avvelenò la (prima) moglie e non (come erroneamente da alcuni viene sostenuto) di Ermengarda d'Italia, figlia dell'imperatore Luigi il Giovane e di Engelberga d'Alsazia. Rodolfo I di Borgogna era figlio del conte di Auxerre e di Borgogna, Corrado II di Borgogna (835-876), quindi della famiglia dei vecchi Guelfi e di Ermentrude di Wormsgau.

## Biografia
Nel 912, Willa fu data in sposa al conte di Avignone e di Arles, Bosone, figlio secondogenito del conte di Arles, Tebaldo (ca 860-895) e di Berta di Lotaringia (863-925), figlia terzogenita del re di Lotaringia Lotario II e della seconda moglie, Waldrada (scomunicata in quanto considerata concubina, da papa Nicola I), quindi nipote dell'imperatore Lotario I. Bosone era al suo secondo matrimonio.
In quello stesso anno, la madre di Willa, Willa di Provenza, da poco vedova, si era sposata col fratello maggiore di Bosone, il marchese di Provenza, Ugo d'Arles.
Nel 926 successe al fratello Ugo nel titolo di duca d'Arles e, sempre, nel 926, quando il fratello Ugo divenne re d'Italia, lo rilevò come governatore (reggente del regno) della Provenza.
Nel 931, secondo il cronista Liutprando, influenzato da Willa, il suo patrigno e cognato, Ugo destituì il marchese di Toscana, il proprio fratellastro Lamberto, che fu esautorato e fatto accecare ed il marito, Bosone divenne marchese di Toscana.
Nel 936, sempre secondo Liutprando, l'ambizione sfrenata di Willa spinse il marito Bosone a ribellarsi al proprio fratello Ugo. Willa fu inviata in Borgogna, presso la famiglia d'origine, mentre Bosone fu destituito e fatto arrestare dal fratello Ugo, che, nel 937 fu sostituito come marchese di Toscana, dal nipote Uberto.
Di Willa, dopo essere tornata in Borgogna, non si hanno più notizie, non si conosce quindi la data esatta della morte.

## Figli
Willa a Bosone diede quattro figlie:
- Willa[6] (912- dopo il 963), sposò, nel 930, il futuro re d'Italia Berengario II
- Berta[6](ca. 913- dopo il 18 agosto 965), sposò, in prime nozze, il conte della Borgogna Transgiurana, Bosone (895-935 morì combattendo per il fratello, il re dei Franchi Occidentali Rodolfo), figlio del duca di Borgogna Riccardo il Giustiziere; rimasta vedova, nel 936, si risposò col conte Raimondo II di Rouergue (?-† 961),
- Richilde[6]
- Gisella[6].

## Ascendenza
|                        |                 |                    | Genitori     |  |  | Nonni |  |  | Bisnonni              |  |  | Trisnonni |  |
|                        |                 |                    |              |  |  |       |  |  | Corrado I di Borgogna |  |  | Guelfo I  |  |
|                        |                 |                    |              |  |  |       |  |  | Corrado I di Borgogna |  |  | Guelfo I  |  |
|                        |                 | Edvige di Baviera  |              |  |  |       |  |  | Corrado I di Borgogna |  |  |           |  |
| Corrado II di Borgogna |                 |                    |              |  |  |       |  |  | Corrado I di Borgogna |  |  |           |  |
|                        |                 | Adelaide d'Alsazia | Ugo di Tours |  |  |       |  |  |                       |  |  |           |  |
|                        |                 | Adelaide d'Alsazia | Ugo di Tours |  |  |       |  |  |                       |  |  |           |  |
|                        |                 | Adelaide d'Alsazia | Ava/Bava     |  |  |       |  |  |                       |  |  |           |  |
| Rodolfo I di Borgogna  |                 | Adelaide d'Alsazia |              |  |  |       |  |  |                       |  |  |           |  |
|                        |                 | …                  | …            |  |  |       |  |  |                       |  |  |           |  |
|                        |                 | …                  | …            |  |  |       |  |  |                       |  |  |           |  |
|                        |                 | …                  | …            |  |  |       |  |  |                       |  |  |           |  |
| Waldrada               |                 | …                  |              |  |  |       |  |  |                       |  |  |           |  |
|                        |                 | …                  | …            |  |  |       |  |  |                       |  |  |           |  |
|                        |                 | …                  | …            |  |  |       |  |  |                       |  |  |           |  |
|                        |                 | …                  | …            |  |  |       |  |  |                       |  |  |           |  |
| Willa II di Borgogna   |                 | …                  |              |  |  |       |  |  |                       |  |  |           |  |
|                        | Bivin di Vienne | Bosone il Vecchio  |              |  |  |       |  |  |                       |  |  |           |  |
|                        | Bivin di Vienne | Bosone il Vecchio  |              |  |  |       |  |  |                       |  |  |           |  |
|                        | Bivin di Vienne | …                  |              |  |  |       |  |  |                       |  |  |           |  |
| Bosone I di Provenza   | Bivin di Vienne |                    |              |  |  |       |  |  |                       |  |  |           |  |
|                        |                 | Richilde           | …            |  |  |       |  |  |                       |  |  |           |  |
|                        |                 | Richilde           | …            |  |  |       |  |  |                       |  |  |           |  |
|                        |                 | Richilde           | …            |  |  |       |  |  |                       |  |  |           |  |
| Willa di Provenza      |                 | Richilde           |              |  |  |       |  |  |                       |  |  |           |  |
|                        |                 | …                  | …            |  |  |       |  |  |                       |  |  |           |  |
|                        |                 | …                  | …            |  |  |       |  |  |                       |  |  |           |  |
|                        |                 | …                  | …            |  |  |       |  |  |                       |  |  |           |  |
| …                      |                 | …                  |              |  |  |       |  |  |                       |  |  |           |  |
|                        |                 | …                  | …            |  |  |       |  |  |                       |  |  |           |  |
|                        |                 | …                  | …            |  |  |       |  |  |                       |  |  |           |  |
|                        |                 | …                  | …            |  |  |       |  |  |                       |  |  |           |  |
|                        |                 | …                  |              |  |  |       |  |  |                       |  |  |           |  |

### Fonti primarie
- (LA)  Monumenta Germanica Historica, Scriptores, tomus I.
- (LA)  Annales Bertiniani.
- (LA)  Monumenta Germaniae Historica, Scriptores, tomus III.

### Letteratura storiografica
- C. W. Previté-Orton, "L'Italia nel X secolo", cap. XXI, vol. II (L'espansione islamica e la nascita dell'Europa feudale) della Storia del Mondo Medievale, 1999, pp. 662–701.